# Филарет Византийски
Вижте пояснителната страница за други личности с името Филарет.
Филарет Византийски (на гръцки: Φιλάρετος ο Βυζάντιος, Филаретос Византиос) е гръцки духовник.

## Биография
Роден е в Цариград на 5 март 1832 година, затова и носи прякора Византиос. Филарет става архидякон в Солунската митрополия. На 15 август 1865 година е избран за китроски епископ в Колиндрос. В 1867 година дава на свещеник Панайотис от Колиндрос длъжността иконом. В двора на църквата „Света Параскева“ е запазена мраморна плоча с името на епископ Филарет Византийски, в която се казва, че с бащинските му усилия и даренията на християните в епархията е направен ремонт на църквата, започнат през октомври 1868 година и завършен през май 1869 година. Филарет остава на трона в Колиндрос до смъртта си в 1872 година. Погребан е в „Света Параскева“.